# 飯沼愛
飯沼 愛（いいぬま あい、2003年〈平成15年〉8月5日 - ）は、日本の女優。香川県出身。田辺エージェンシー所属。

## 略歴
TBSテレビの女優発掘・育成オーディション『TBSスター育成プロジェクト 私が女優になる日_』で約9000人の中から1位に選ばれ、TBS系『よるおびドラマ』枠の『この初恋はフィクションです』の主演の座をつかみ、芸能界入りした。
2022年4月4日に発売された『週刊プレイボーイ』16号にて初のグラビアを披露した。同年7月26日から9月13日放送のTBS『ドラマストリーム』枠第3弾の『パパとムスメの7日間』で『この初恋はフィクションです』後初のドラマ出演で主演を務める。同年10月16日から12月11日放送のTBS『日曜劇場』枠の『アトムの童』でゴールデン帯連続ドラマ初出演した。
2023年、日曜劇場『VIVANT』に出演した。
2024年、テレビ朝日系『南くんが恋人!?』で主演を務める。

## 人物
高校1年生の時に大阪府でスカウトされ、芸能活動に興味を持った。
小・中・高ではバスケットボール部に所属し、副キャプテンを務めていた。高校時代はよく朝にうどんを食べていた。
自身の性格はネガティブだと答えている。
憧れの女優は橋本環奈、上白石萌音、浜辺美波。
日曜劇場『VIVANT』出演時には撮影のない日も現場を訪れて、主演の堺雅人ら先輩俳優の演技を勉強していた。

## 受賞歴
2024年
- 第28回 日刊スポーツ・ドラマグランプリ 夏ドラマ 主演女優賞（『南くんが恋人!?』）

## 事故
2023年11月3日、出演ドラマ『マイ・セカンド・アオハル』（TBS）の撮影中、三脚ごと倒れかかってきたカメラの直撃を受けて負傷する事故が発生し、「頭部の打撲や切り傷、肩の打撲」と診断された。同月16日、仕事復帰を報告。

## 出演

### テレビドラマ
- この初恋はフィクションです（2021年10月12日 - 12月17日、TBS） - 主演・倉科泉 役[13][14][15]
- パパとムスメの7日間（2022年7月26日 - 9月13日、TBS） - 主演・川原小梅 役[4][5][16]
- アトムの童（2022年10月16日 - 12月11日、TBS） - 杉野結衣 役[17]
- 天使の耳〜交通警察の夜（2023年3月20日、NHK BS4K / 6月10日・17日、NHK BSプレミアム / 2024年4月2日 - 16日、NHK総合） - 御厨奈穂 役[18][19][20]
- ケイジとケンジ、時々ハンジ。 第4話（2023年5月4日、テレビ朝日） - 江戸陽葵 役[21]
- VIVANT（2023年7月16日 - 9月17日、TBS） - 太田梨歩 役[7][22]
- マイ・セカンド・アオハル（2023年10月17日 - 12月19日、TBS） - 沢島真凛 役[23]
- 南くんが恋人!?（2024年7月16日 - 9月10日、テレビ朝日） - 主演・堀切ちよみ 役[8][24]

### テレビ番組
- TBSスター育成プロジェクト 私が女優になる日_（2021年4月17日 - 2022年3月13日、TBS）
- THE TIME,「朝活RUN」（2021年11月15日 - 11月19日、TBS）

### ラジオ
- 飯沼愛の「明日、恋するために…」（2022年10月2日 - 、TBSラジオ）

### CM
- JAバンク香川（2023年4月 - ）（地上波オンエアは香川県と岡山県のみ）
- 株式会社アクト（2024年2月 - ）（地上波オンエアは愛知県と三重県、岐阜県、静岡県のみ）
- 日本生命保険相互会社「いつもと違うって、ときめける。」篇（2024年5月7日 - ）[25]

### ミュージック・ビデオ
- マルシィ「プレゼント」（2024年）[26]

## 書籍

### デジタル写真集
- 声が聞こえる（2022年4月4日、 週刊プレイボーイ）
- WHITE graph（2022年7月26日、講談社）